# Urszula Radwańska
Urszula Radwańska (Ahaus, 7 dicembre 1990) è una tennista polacca.
È la sorella minore di Agnieszka, ex tennista e numero due del mondo.
Ha nel rovescio il suo colpo migliore, è dotata di un servizio potente e robusto e utilizza spesso la smorzata essendo molto brava nel gioco al volo.
In data 8 ottobre 2012 ha raggiunto il suo massimo ranking in singolare, fermandosi alla posizione nr 29; mentre nel doppio si è spinta fino alla posizione nr 74, il 21 settembre 2009. In carriera ha vinto solo un titolo in doppio nel circuito WTA.

## Biografia
Nel maggio 2007 la polacca vince il suo primo torneo della carriera in coppia con la sorella Agnieszka ad Istanbul.
Nel 2007 si aggiudicò il Torneo di Wimbledon 2007 - Singolare ragazze battendo in finale Madison Brengle con il punteggio di 2-6, 6-3, 6-0, nella stessa competizione vinse anche il doppio in coppia con Anastasija Pavljučenkova sconfiggendo in finale Misaki Doi e Kurumi Nara per 6-4, 2-6, [10]-[7].
Vinse anche all'Open di Francia 2007 - Doppio ragazze con Ksenija Milevskaja sconfiggendo in finale Sorana Cîrstea e Alexa Glatch con il risultato di 6-1, 6-4. Nel 2009 all'Open di Francia in coppia con la sorella Agnieszka Radwańska non riuscì ad ottenere buoni risultati, lo stesso l'anno dopo all'Australian Open 2010 - Doppio femminile in coppia con Alberta Brianti.
Urszula debutta nel main-draw di un torneo dello Slam a Wimbledon nel 2008 grazie ad una wild-card. Al primo turno batte Klára Zakopalová in due set ma in seguito perde al secondo turno contro Serena Williams per 4-6, 4-6.
Il 23 giugno 2012 ha perso la prima finale WTA della carriera al torneo di 's-Hertogenbosch contro la russa Nadia Petrova con il punteggio di 4-6, 3-6. Nei turni precedenti, partendo dalle qualificazioni, aveva eliminato nell'ordine: Belinda Bencic, Audrey Bergot, Ksenija Pervak, Flavia Pennetta, Sofia Arvidsson e Kim Clijsters.
Nel luglio 2012 prende parte alle Olimpiadi di Londra. Nel torneo di singolare supera al primo turno la tedesca Mona Barthel per poi perdere al turno successivo contro Serena Williams. Nel torneo di doppio, in coppia con la sorella Agnieszka, viene eliminata al secondo turno dalla coppia numero 1 composta da Liezel Huber e Lisa Raymond.
Nel luglio 2015, all'Istanbul Cup, torna a disputare una finale WTA, a distanza di tre anni dall'ultima. Nel corso del torneo batte la testa di serie numero 3 Jelena Jankovic, per 6-4 3-6 6-2, Bojana Jovanovski (6-3 6-2), Tsvetlana Pironkova ai quarti (al tie-break del terzo set) e Magdaléna Rybáriková (6-3 4-6 6-3). Nella sua seconda finale WTA sfida la tennista ucraina Lesja Tsurenko. Alla fine la Radwanska manca l'appuntamento con la vittoria, cedendo 7-5 6-1 all'avversaria.

## Statistiche WTA

### Singolare

#### Sconfitte (2)
| Legenda: Dal 2009 al 2020 |
| ------------------------- |
| Grande Slam (0)           |
| Argenti Olimpici (0)      |
| WTA Finals (0)            |
| Premier Mandatory (0)     |
| Premier 5 (0)             |
| Premier (0)               |
| International (2)         |

| N. | Data           | Torneo                        | Superficie | Avversaria in finale | Punteggio |
| 1. | 23 giugno 2012 | UNICEF Open, 's-Hertogenbosch | Erba       | Nadia Petrova        | 4-6, 3-6  |
| 2. | 26 luglio 2015 | Istanbul Cup, Istanbul        | Cemento    | Lesia Tsurenko       | 5-7, 1-6  |

### Doppio

#### Vittorie (1)
| Legenda: Prima del 2009 |
| ----------------------- |
| Grande Slam (0)         |
| Ori Olimpici (0)        |
| WTA Finals (0)          |
| Tier I (0)              |
| Tier II (0)             |
| Tier III (1)            |
| Tier IV (0)             |
| Tier V (0)              |

| N. | Data           | Torneo                 | Superficie  | Compagna            | Avversarie in finale      | Punteggio |
| 1. | 21 maggio 2007 | Istanbul Cup, Istanbul | Terra rossa | Agnieszka Radwańska | Chan Yung-jan Sania Mirza | 6-1, 6-3  |

## Statistiche ITF

### Singolare

#### Vittorie (7)
| Torneo $100.000 (0) |
| Torneo $80.000 (0)  |
| Torneo $75.000 (1)  |
| Torneo $60.000 (0)  |
| Torneo $50.000 (2)  |
| Torneo $40.000 (0)  |
| Torneo $25.000 (3)  |
| Torneo $15.000 (0)  |
| Torneo $10.000 (1)  |

| N. | Data              | Torneo                                               | Superficie    | Avversaria        | Punteggio        |
| 1. | 2 aprile 2006     | AEGON Pro Series Bath, Bath                          | Cemento (i)   | Valérie Tétreault | 7-6(6), 6-2      |
| 2. | 28 luglio 2008    | Vancouver Open, Vancouver                            | Cemento       | Julie Coin        | 2–6, 6–3, 7–5    |
| 3. | 7 novembre 2010   | Büschl Open, Ismaning                                | Sintetico (i) | Andrea Hlaváčková | 7-5, 6-4         |
| 4. | 9 giugno 2012     | AEGON Trophy, Nottingham                             | Erba          | Coco Vandeweghe   | 6–1, 4–6, 6–1    |
| 5. | 20 gennaio 2019   | Open Féminin de la Ville de Petit-Bourg, Petit-Bourg | Cemento       | Ana Sofía Sánchez | 6–1, 2–6, 6–1    |
| 6. | 29 settembre 2019 | Open GDF SUEZ Clermont-Ferrand, Clermont-Ferrand     | Cemento (i)   | Lara Salden       | 6(2)-7, 6-3, 6-1 |
| 7. | 28 febbraio 2021  | Winter Moscow Open, Mosca                            | Cemento (i)   | Julija Hatouka    | 4-6, 6-3, 6-4    |

#### Sconfitte (11)
| Torneo $100.000 (0) |
| Torneo $80.000 (0)  |
| Torneo $75.000 (1)  |
| Torneo $60.000 (1)  |
| Torneo $50.000 (3)  |
| Torneo $40.000 (0)  |
| Torneo $25.000 (5)  |
| Torneo $15.000 (0)  |
| Torneo $10.000 (1)  |

| N.  | Data             | Torneo                                                         | Superficie  | Avversaria         | Punteggio        |
| 1.  | 14 maggio 2006   | BGZ Cup, Varsavia                                              | Terra rossa | Natalia Kołat      | 6–3, 5–7, 1–6    |
| 2.  | 18 novembre 2007 | ITF Women's Circuit Kunming, Kunming                           | Cemento     | Yanina Wickmayer   | 5–7, 4–6         |
| 3.  | 20 dicembre 2008 | Al Habtoor Tennis Challenge, Dubai                             | Cemento     | Vitalija D'jačenko | 5–7, 6–2, 5–7    |
| 4.  | 18 ottobre 2010  | Open International de la Ville de Saint Raphael, Saint-Raphaël | Cemento (i) | Alison Riske       | 4–6, 2–6         |
| 5.  | 19 ottobre 2014  | Open GDF Suez de Touraine, Joué-lès-Tours                      | Cemento (i) | Carina Witthöft    | 3–6, 6(6)–7      |
| 6.  | 22 aprile 2018   | Óbidos Ladies Open, Óbidos                                     | Sintetico   | Katie Boulter      | 6–4, 3–6, 3–6    |
| 7.  | 17 marzo 2019    | Kazan Kremlin Cup, Kazan'                                      | Cemento (i) | Elena Rybakina     | 2–6, 3–6         |
| 8.  | 12 maggio 2019   | Óbidos Ladies Open, Óbidos                                     | Sintetico   | Pemra Özgen        | 5–7, 0–3, rit.   |
| 9.  | 1º dicembre 2019 | Topspin Energy Cup, Solarino                                   | Sintetico   | Indy de Vroome     | 1-6, 2-6         |
| 10. | 14 marzo 2021    | Kazan Kremlin Cup, Kazan'                                      | Cemento (i) | Julija Hatouka     | 6(6)-7, 6-4, 4-6 |
| 11. | 13 novembre 2022 | Calgary National Bank Challenger, Calgary                      | Cemento (i) | Robin Montgomery   | 6(6)-7, 5-7      |

### Doppio

#### Vittorie (12)
| Torneo $100.000 (3) |
| Torneo $80.000 (0)  |
| Torneo $75.000 (0)  |
| Torneo $60.000 (1)  |
| Torneo $50.000 (2)  |
| Torneo $40.000 (1)  |
| Torneo $25.000 (2)  |
| Torneo $15.000 (0)  |
| Torneo $10.000 (3)  |

| N.  | Data             | Torneo                                                          | Superficie    | Partner             | Rivali in finale                     | Risultato        |
| 1.  | 14 agosto 2005   | Gdynia Cup, Gdynia                                              | Terra rossa   | Agnieszka Radwańska | Kateryna Avidyenko Natalia Bogdanova | 6-1, 6-1         |
| 2.  | 21 agosto 2005   | Kedzierzyn Kozle Cup, Kędzierzyn-Koźle                          | Terra rossa   | Agnieszka Radwańska | Renata Voráčová Sandra Záhlavová     | 6-1, 6-4         |
| 3.  | 19 febbraio 2006 | Internationale Badische Damen Hallenmeisterschaften, Buchen     | Sintetico (i) | Katerina Avdyjenko  | Lucie Kriegsmannová Zuzana Zálabská  | w/o              |
| 4.  | 2 aprile 2006    | AEGON Pro Series Bath, Bath                                     | Cemento (i)   | Martina Babáková    | Marie-Perrine Baudouin Karla Mraz    | 6-3, 6-1         |
| 5.  | 18 febbraio 2007 | Biberach Open, Biberach an der Riß                              | Sintetico (i) | Nina Bratčikova     | Darija Jurak Sandra Martinović       | 6-2, 6-0         |
| 6.  | 18 agosto 2007   | Bronx Open, The Bronx                                           | Cemento       | Lucie Hradecká      | Marija Korytceva Dar'ja Kustova      | 6–3, 1–6, 6–1    |
| 7.  | 18 novembre 2007 | ITF Women's Circuit Kunming, Kunming                            | Cemento       | Yanina Wickmayer    | Han Xinyun Xu Yifan                  | 6-4, 6-1         |
| 8.  | 7 novembre 2008  | Salwator Cup, Cracovia                                          | Cemento (i)   | Angelique Kerber    | Olga Brózda Sandra Zaniewska         | 6-3, 6-2         |
| 9.  | 8 luglio 2011    | Open GDF SUEZ de Biarritz, Biarritz                             | Terra rossa   | Aleksandra Panova   | Erika Sema Roxane Vaisemberg         | 6-2, 6-1         |
| 10. | 13 maggio 2012   | Open GDF SUEZ de Cagnes-sur-Mer Alpes-Maritimes, Cagnes-sur-Mer | Terra rossa   | Aleksandra Panova   | Katalin Marosi Renata Voráčová       | 7–5, 4–6, [10–6] |
| 11. | 19 aprile 2024   | Ladies Open de Calvi, Calvi                                     | Cemento       | Valentina Ryser     | Sarah Beth Grey Amandine Hesse       | 6-3, 6-2         |
| 12. | 22 marzo 2025    | i-Vent Brankit Open, Maribor                                    | Cemento (i)   | Julie Belgraver     | Lily Miyazaki Jessika Ponchet        | 6-1, 6-4         |

#### Sconfitte (6)
| Torneo $100.000 (1) |
| Torneo $80.000 (0)  |
| Torneo $75.000 (0)  |
| Torneo $60.000 (0)  |
| Torneo $50.000 (0)  |
| Torneo $40.000 (1)  |
| Torneo $25.000 (3)  |
| Torneo $15.000 (0)  |
| Torneo $10.000 (1)  |

| N. | Data            | Torneo                                         | Superficie    | Partner             | Rivali in finale                     | Risultato |
| 1. | 29 ottobre 2005 | Republican Girls, Istanbul                     | Cemento (i)   | Agnieszka Radwańska | Zsófia Gubacsi Marija Korytceva      | 3–6, 3–6  |
| 2. | 5 novembre 2005 | Pavlov Cup, Minsk                              | Sintetico (i) | Agnieszka Radwańska | Kacjaryna Dzehalevič Dar'ja Kustova  | 3–6, 3–6  |
| 3. | 13 maggio 2006  | BGZ Cup, Varsavia                              | Terra rossa   | Justine Ozga        | Irina Kuzmina Oksana Tepljakova      | 0–6, 1–6  |
| 4. | 2 febbraio 2007 | AEGON Pro Series Tipton, Tipton                | Cemento (i)   | Ksenija Lykina      | Kim Kilsdonk Elise Tamaëla           | 3–6, 3–6  |
| 5. | 9 ottobre 2010  | Rakuten Japan Open Tennis Championships, Tokyo | Cemento       | Ol'ha Savčuk        | Jill Craybas Tamarine Tanasugarn     | 3–6, 1–6  |
| 6. | 26 aprile 2024  | Lopota Tennis Open, Lopota                     | Cemento       | Nagi Hanatani       | Viktória Hrunčáková Tereza Valentová | 2-6, 1-6  |

## Grand Slam Junior

### Singolare

#### Vittorie (1)
| Tornei del Grande Slam  |
| ----------------------- |
| Australian Open (0)     |
| Open di Francia (0)     |
| Torneo di Wimbledon (1) |
| US Open (0)             |

| N. | Data           | Torneo                      | Superficie | Avversario in finale | Punteggio     |
| 1. | 14 luglio 2007 | Torneo di Wimbledon, Londra | Erba       | Madison Brengle      | 2-6, 6-3, 6-0 |

#### Sconfitte (1)
| Tornei del Grande Slam  |
| ----------------------- |
| Australian Open (0)     |
| Open di Francia (0)     |
| Torneo di Wimbledon (0) |
| US Open (1)             |

| N. | Data             | Torneo            | Superficie | Avversario in finale | Punteggio        |
| 1. | 8 settembre 2007 | US Open, New York | Cemento    | Kristína Kučová      | 3-6, 6-1, 6(4)-7 |

### Doppio

#### Vittorie (3)
| Tornei del Grande Slam  |
| ----------------------- |
| Australian Open (0)     |
| Open di Francia (1)     |
| Torneo di Wimbledon (1) |
| US Open (1)             |

| N. | Data             | Torneo                      | Superficie  | Compagna                 | Avversarie in finale              | Punteggio        |
| 1. | 9 giugno 2007    | Open di Francia, Parigi     | Terra rossa | Ksenija Milevskaja       | Sorana Cîrstea Alexa Glatch       | 6-1, 6-4         |
| 2. | 14 luglio 2007   | Torneo di Wimbledon, Londra | Erba        | Anastasija Pavljučenkova | Misaki Doi Kurumi Nara            | 6-4, 2-6, [10-7] |
| 3. | 8 settembre 2007 | US Open, New York           | Cemento     | Ksenija Milevskaja       | Oksana Kalašnikova Ksenija Lykina | 6-1, 6-2         |

#### Sconfitte (1)
| Tornei del Grande Slam  |
| ----------------------- |
| Australian Open (1)     |
| Open di Francia (0)     |
| Torneo di Wimbledon (0) |
| US Open (0)             |

| N. | Data            | Torneo                     | Superficie | Compagna    | Avversarie in finale            | Punteggio     |
| 1. | 27 gennaio 2007 | Australian Open, Melbourne | Cemento    | Julia Cohen | Evgenija Rodina Arina Rodionova | 6-2, 3-6, 1-6 |

## Risultati in progressione
| Sigla | Risultato               |
| ----- | ----------------------- |
| V     | Vincitore               |
| F     | Finalista               |
| SF    | Semifinalista           |
| O     | Oro olimpico            |
| A     | Argento olimpico        |
| SF    | Bronzo olimpico         |
| QF    | Quarti di Finale        |
| 4T    | Quarto turno            |
| 3T    | Terzo turno             |
| 2T    | Secondo turno           |
| 1T    | Primo turno             |
| RR    | Round Robin             |
| LQ    | Turno di qualificazione |
| A     | Assente                 |
| ND    | Non disputato           |

| Legenda superfici    |
| -------------------- |
| Cemento              |
| Terra battuta        |
| Erba                 |
| Superficie variabile |

### Singolare
| Tornei del Grande Slam    |               |               |               |               |               |               |       |               |               |               |         |               |               |               |               |         |               |               |         |
| Australian Open           | A             | A             | A             | A             | 1T            | A             | 2T    | 1T            | A             | 1T            | 1T      | A             | A             | A             | Q1            | A       | Q1            | A             | 1–5     |
| Open di Francia           | A             | A             | A             | 1T            | A             | Q1            | 2T    | 2T            | 1T            | Q1            | A       | A             | A             | A             | A             | Q1      | A             | A             | 2–4     |
| Wimbledon                 | A             | A             | 2T            | 2T            | A             | Q1            | 1T    | 2T            | 1T            | 2T            | Q2      | A             | A             | A             | ND            | Q3      | A             | A             | 4–6     |
| US Open                   | A             | A             | A             | 1T            | 2T            | 1T            | 1T    | 2T            | Q2            | 1T            | Q1      | A             | A             | A             | A             | Q2      | A             | A             | 2–6     |
| Vittorie-sconfitte        | 0–0           | 0–0           | 1–1           | 1–3           | 1–2           | 0–1           | 2–4   | 3–4           | 0–2           | 1-3           | 0-1     | 0–0           | 0–0           | 0–0           | 0–0           | 0–0     | 0–0           | 0–0           | 9–21    |
| Giochi olimpici           |               |               |               |               |               |               |       |               |               |               |         |               |               |               |               |         |               |               |         |
| Giochi olimpici estivi    | Non disputato | Non disputato | A             | Non disputato | Non disputato | Non disputato | 2T    | Non disputati | Non disputati | Non disputati | A       | Non disputati | Non disputati | Non disputati | Non disputati | A       | Non disputati | Non disputati | 1–1     |
| WTA Premier Mandatory     |               |               |               |               |               |               |       |               |               |               |         |               |               |               |               |         |               |               |         |
| Indian Wells              | A             | A             | 1T            | 4T            | A             | 3T            | 1T    | 4T            | 1T            | Q1            | Assente | Assente       | Assente       | Assente       | Assente       | Assente | Assente       | Assente       | 8–6     |
| Key Biscayne              | A             | A             | 1T            | A             | A             | 1T            | 1T    | 2T            | 1T            | 2T            | A       | Q1            | Assente       | Assente       | Assente       | Assente | Assente       | Assente       | 2–6     |
| Madrid                    | Non disputato | Non disputato | Non disputato | A             | A             | A             | A     | 1T            | Q1            | Assente       | Assente | Assente       | Assente       | Assente       | Assente       | Assente | Assente       | Assente       | 1–1     |
| Pechino                   | Non Tier I    | Non Tier I    | Non Tier I    | 1T            | A             | Q1            | 1T    | 2T            | Assente       | Assente       | Assente | Assente       | Assente       | Assente       | Assente       | Assente | Assente       | Assente       | 1–1     |
| WTA Premier 5             |               |               |               |               |               |               |       |               |               |               |         |               |               |               |               |         |               |               |         |
| Dubai                     | Non Tier I    | Non Tier I    | Non Tier I    | 2T            | A             | A             | NP5   | 1T            | Assente       | Assente       | Assente | Assente       | Assente       | Assente       | Assente       | Assente | Assente       | Assente       | 1–2     |
| Doha                      | Non Tier I    | Non Tier I    | 1T            | Non disputato | Non disputato | NP5           | 1T    | 3T            | Assente       | Assente       | Assente | Assente       | Assente       | Assente       | Assente       | Assente | Assente       | Assente       | 2–3     |
| Roma                      | A             | A             | A             | A             | A             | Q1            | A     | 2T            | Q2            | 1T            | Assente | Assente       | Assente       | Assente       | Assente       | Assente | Assente       | Assente       | 1–2     |
| Cincinnati                | Non Tier I    | Non Tier I    | Non Tier I    | 1T            | A             | A             | 3T    | Q1            | Q1            | Q1            | Assente | Assente       | Assente       | Assente       | Assente       | Assente | Assente       | Assente       | 2–2     |
| Montréal / Toronto        | A             | A             | A             | A             | A             | A             | 1T    | 1T            | Q2            | Q1            | Assente | Assente       | Assente       | Assente       | Assente       | Assente | Assente       | Assente       | 0–2     |
| Tokyo                     | A             | A             | A             | 1T            | A             | 1T            | 3T    | 1T            | Assente       | Assente       | Assente | Assente       | Assente       | Assente       | Assente       | Assente | Assente       | Assente       | 2–4     |
| Carriera                  |               |               |               |               |               |               |       |               |               |               |         |               |               |               |               |         |               |               |         |
| Titoli                    | 0             | 0             | 0             | 0             | 0             | 0             | 0     | 0             | 0             | 0             | 0       | 0             | 0             | 0             | 0             | 0       | 0             | 0             | 0       |
| Finali raggiunte          | 0             | 0             | 0             | 0             | 0             | 0             | 1     | 0             | 0             | 1             | 0       | 0             | 0             | 0             | 0             | 0       | 0             | 0             | 2       |
| Vittorie-sconfitte totali | 6–3           | 4–3           | 4–8           | 15–24         | 1–3           | 10–11         | 26–24 | 22-23         | 3-12          | 12-15         | 2-5     | 0-0           | 1-2           | 0-0           | 0-1           | 0-4     | 0-0           | 0-0           | 104–136 |

## Vittorie contro giocatrici Top 10
| Stagione | 2009 | 2010 | 2011 | 2012 | Totale |
| Vittorie | 2    | 0    | 0    | 1    | 3      |

| #    | Giocatrice          | Ranking | Evento                            | Superficie  | Turno | Punteggio     | Rank. URR |
| ---- | ------------------- | ------- | --------------------------------- | ----------- | ----- | ------------- | --------- |
| 2009 |                     |         |                                   |             |       |               |           |
| 1.   | Agnieszka Radwańska | 10      | Dubai Tennis Championships, Dubai | Cemento     | 1T    | 6-4, 6-3      | 121       |
| 2.   | Svetlana Kuznecova  | 8       | Indian Wells Open, Indian Wells   | Cemento     | 2T    | 6-2, 4-6, 6-3 | 107       |
| 2012 |                     |         |                                   |             |       |               |           |
| 3.   | Marion Bartoli      | 8       | Brussels Open, Bruxelles          | Terra rossa | 2T    | 6-4, 6-2      | 90        |